# Éric Lemasson
Pour les articles homonymes, voir Lemasson.
 (janvier 2013).
Si vous disposez d'ouvrages ou d'articles de référence ou si vous connaissez des sites web de qualité traitant du thème abordé ici, merci de compléter l'article en donnant les références utiles à sa vérifiabilité et en les liant à la section « Notes et références ».
Éric Lemasson, né le 28 février 1966 est un grand reporter, documentariste et producteur de télévision français. Il a fondé en 2006 la société Les productions du moment (www.lpdm.tv). Il est aussi auteur de livres d'enquêtes.

## Biographie
Eric Lemasson a commencé sa carrière à Antenne 2 en 1989. Reporter puis Grand Reporter à la rédaction de France 2, il a été affecté aux services Informations Générales, puis politique étrangère et fut de 1991 à 1997 collaborateur de l'émission Envoyé spécial.
Quittant la rédaction de France 2 en 2002, il devient rédacteur en chef adjoint de Arrêt sur images, émission de France 5 présentée par Daniel Schneiderman, puis rédacteur en chef de l'émission Forum des européens, sur Arte.
En 2004 il devient réalisateur de films documentaires, notamment pour France Télévisions. Il a réalisé depuis 2004 une vingtaine de documentaires. Son film "D'abord ne pas nuire", consacré aux violences sexuelles, a été couronné du Grand Prix 2022 de l'association des télévisions régionales européennes (CIRCOM regional https://www.circom-regional.eu/), qui regroupe des réseaux télévisés en Europe dans 38 pays. Il est aussi le co-réalisateur de la série documentaire "La Fraternité", consacrée à l'Ordre du Temple Solaire, diffusée à l'automne 2023 sur Planète +, primé au festival de Luchon en 2023.(https://festivaltvluchon.com/wp-content/uploads/2023/02/PALMARES-2023-FESTIVAL-TV-DE-LUCHON.pdf) Il a par ailleurs produit et réalisé pour TF1 une série documentaire sur le milieu carcéral,  (« Prison de femmes », « La vie derrière les murs» ) ou pour France 3 un biopic de l’entraineur de football Guy Roux (« Les deux pieds sur terre »). En 2011, son film « Naître ou ne pas naître », tourné au CMCO de Strasbourg, est primé au festival international du documentaire du Touquet (FIGRA).
En tant que journaliste-animateur, il a présenté entre 2004 et 2017 une chronique régulière au Magazine de la santé, sur France 5, axée sur les faits divers. Il a aussi été de 2005 à 2009 l'un des animateurs de la collection d'émissions « Les détectives de l’histoire », diffusée sur France 5, aux côtés de Laurent Joffrin, Peggy Olmi et Corine Vaillant.
Auteur de livres, il a publié en 2011 L'Assassinat du docteur Godard aux éditions Les Arènes, contre-enquête sur l’une des plus grandes énigmes criminelles des trente dernières dernières années, livre réédité en mai 2016 et adapté en en 2023 en une série documentaire de 4 épisodes diffusés sur TF1. Il est aussi l'auteur d'une biographie non autorisée du préfet Marchiani, aux éditions du Seuil, publiée en mars 2000.
Scénariste, il a collaboré avec les cinéastes Mathieu Amalric et Jean-Pierre Améris.
Il fonde en 2006 une société de production audiovisuelle, « les productions du moment », qui produit des documentaires et des reportages pour TF1 ( émission GRANDS-REPORTAGES) , France Télévisions, M6, W9, la RTS suisse... À ce jour, les productions du moment comptent plus de cent cinquante films documentaires et de reportages grands format à leur catalogue ainsi que des programmes courts, pour la plupart des grandes chaînes de télévision. La société fournit aussi des enquêtes, notamment pour l'émission "enquêtes criminelles" (W9).
Le département Corporate des productions du moment fournit des films institutionnels (industrie pharmaceutique, banque, horlogerie). Le film "PRIMUM NON NOCERE" a été récompensé du Grand prix du meilleur film Corporate de l'année 2020 au festival d'Arcachon.
Par ailleurs, Eric lemasson a collaboré régulièrement à la revue XXI. Il a notamment publié Les enfants de la Mère Denis (janvier 2009), Le crayon de Dieu n’a pas de gomme (octobre 2009), Mohamed, l'homme qui sauva le Président (janvier 2013).

## Filmographie

### Réalisateur

#### Télévision
Séries télévisées
- 2010 : Le monde en face

### Producteur

#### Cinéma
- 2012 : Les dessous du crazy